# Cá vàng sư tử

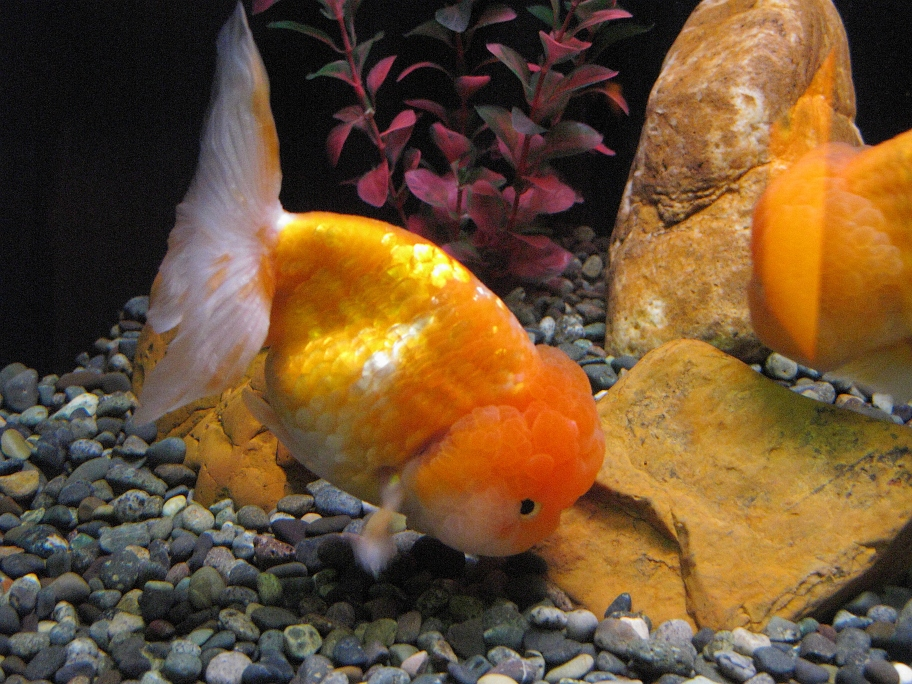
Cá vàng sư tử (thủ sư)

Cá vàng sư tử (tên tiếng Anh: Lionhead) là một giống cá vàng có nguồn gốc từ Trung Quốc. Đây là một trong những giống cá vàng đẹp, nổi bật với cái đầu to của chúng.

## Đặc điểm
Chiều dài cơ thể của cá có thể đạt đến 25–28 cm, chiều cao cơ thể lớn hơn ½ và chiều rộng là 5/8 chiều dài cơ thể. Cá Lionhead có phần bụng to và lưng phẳng. Màu sắc của chúng là cam, đỏ, đen, nâu chocolate, xanh dương, màu kim loại. Đôi khi có thể thấy chúng có 2 màu (đỏ-trắng, đỏ-đen), 3 màu (đỏ-trắng-đen) và đốm. Cá trông sáng màu và lanh lợi.
Phần đầu phát triển ở cả ba phần (đầu, mang, mắt). Phần thịt quanh vùng đỉnh đầu phát triển tốt ở cả ba vị trí đầu, mắt, mang. Phần đầu này có nhiều thịt phát triển và trông như bờm sư tử, vì thế chúng được gọi là Lionhead (đầu sư tử). Vây lưng, 2 vây đuôi và cặp vây ngực, bụng, hậu môn không hiện diện. Vây đuôi phải phân chia rõ và chĩa ra. 

## Tập tính
Tuổi thọ trung bình là 20 năm. Chúng cần khoảng 20 gallon nước. Nhiệt độ từ 18-22 °C. pH duy trì 6,5-7,5 và dH 4-20. Có thể cho vào hồ nuôi sỏi hoặc đá. Trong nước có thể có tảo xanh hoặc cây thủy sinh. Đây là loại cá hiền và thích hợp với những loại cá vàng bơi chậm khác, chúng sống ở tất cả các tầng nước.
Cá có thể cho sinh sản trong suốt mùa sinh sản khi cá đến tuổi trưởng thành. Chúng có thể đẻ trên 1000 trứng. Cá mới sinh chưa có đầu, phần đầu phát triển trong độ tuổi 3 tháng–2 năm. Chúng có thể ăn thức ăn đông lạnh hoặc dạng miếng, duy trì 30% protein và chế độ ăn cân bằng. Có thể cho ăn tôm biển (sống hoặc đông lạnh), trùn chỉ, Daphnia, nên cho ăn thức ăn khô hoặc đông lạnh để tránh trùn ký sinh hoặc vi khuẩn. 